# Barbie et ses sœurs : À la recherche des chiots
Série Barbie
Barbie : Aventure dans les étoiles
(2016) Barbie : Héroïne de jeu vidéo
(2017)
Série Barbie et ses sœurs
Barbie et ses sœurs : La Grande Aventure des chiots
(2015)
Pour plus de détails, voir Fiche technique et Distribution.
Barbie et ses sœurs : À la recherche des chiots (Barbie and Her Sisters in a Puppy Chase) est le 34e long-métrage d'animation qui met en scène le personnage de Barbie, ainsi que le quatrième film de la série Barbie et ses sœurs après Barbie : Un Merveilleux Noël, Barbie et ses sœurs : Au Club Hippique et Barbie et ses sœurs : La Grande Aventure des chiots. Le film est sorti en DVD le 8 novembre 2016 et a été réalisé par Conrad Helten et Michael Goguen.

## Synopsis
Barbie, Skipper, Stacie et Chelsea se rende sur une île pour le concours de danse de Chelsea. Barbie en a profité pour organiser une surprise pour ses sœurs : un spectacle hippique dans un parc. Le seul véhicule à disposition est une voiturette de golf, ce qui les obligent à envoyer leurs bagages directement à l’hôtel tandis qu’elles partent, accompagnée des chiots. Une fois au parc, tandis que les filles regardent le spectacle de Vivian et Marco, les chiots explorent et entrent dans la caravane d’un caniche de concours, Archibald IIIe du nom. Malheureusement, une fois le spectacle fini, les chiots se retrouvent embarqués avec toute la caravane de Vivian et Marco. Barbie et ses sœurs s’en rendent compte et tentent de les suivre avec leur voiturette. Malheureusement, celle-ci se retrouve coincée et les filles, condamnées à dormir à la belle étoile. Le séjour devient alors une course contre la montre pour essayer de retrouver les chiots et arriver à temps au concours de danse de Chelsea, qui se montre extrêmement stressée.

## Fiche technique
- Titre original : Barbie and Her Sisters in a Puppy Chase
- Titre français : Barbie et ses sœurs : À la recherche des chiots
- Réalisation : Conrad Helten et Michael Goguen
- Scénario : Kacey Arnold et Amy Wolfram
- Direction artistique : Renata Marchand
- Musique : Steven Argila
- Production : Cella Nichols Duffy et Sarah Serata ; Julia Pistor (exécutifs)
- Société de production : Mattel Playground Productions, Appa Productions
- Société de distribution : Universal Studios Home Entertainment
- Pays : États-Unis
- Langue d'origine : anglais
- Format : couleur - son stéréo
- Genre : Film d'animation
- Durée : 75 minutes
- Dates de sortie :
  -  États-Unis : 18 octobre 2016 (DVD)
  -  France : 8 novembre 2016 (DVD)[1]

Sources : Générique du DVD, IMDb

## Distribution
| - Erica Lindbeck: Barbie - Kazumi Evans : Skipper - Claire Maggie Corlett : Stacie - Alyssya Swales : Chelsea - Chelsea Miller : Taffy - Taylor Diane Robinson : DJ - Bronwen Holmes : Rookie - Amelia Shoishet-Stoll : Honey - Mark Oliver : Archibald, IIIe du nom - Allie Campbell : Beauty - Maryke Hendrikse : Spirit - Kathleen Barr : Silver / Hôtesse d’accueil - Evans Johnson : Vivian - Alex Barima : Marco - Nathasha Callis : Lindsay - Brenda Crichlow : Tante Hannah/Tante Lana/Tante Savanna | - Helena Coppejans: Barbie - Julie Basecqz : Skipper - Aaricia Dubois : Stacie - Alayin Dubois : Chelsea - Elisabeth Guinand : Taffy - Shérine Seyad : DJ - Émilie Guillaume : Rookie - Laetitia Liénart : Honey - Simon Duprez : Archibald, IIIe du nom - Mélanie Dermont : Beauty - Violette Pallaro : Spirit - Fabienne Loriaux : Silver - Véronique Christa Jérôme : Vivian - Maxime Donnay : Marco - Catherine Hanotiau : Lindsay - Laurence César : Tante Hannah/Tante Lana/Tante Savanna - Anais Spinoy : Tsetse / Hôtesse de l’air - Audrey Devos : Mère de Tsetse / Hôtesse d’accueil - Arnaud van Parijs : Commandant de bord |

Sources : Générique du DVD

## Chanson du film
| No | Titre              | Interprète(s)                   | Durée |
| -- | ------------------ | ------------------------------- | ----- |
| 1. | Live in the Moment | The Math Club feat. Jordyn Kane | 3:01  |

Ce film réutilise également une chanson de Barbie : Aventure dans les étoiles pour sa bande originale :
- Let Your Hair Down – The Math Club feat. Leo Soul

## Autour du film
Créée en 1959, la Poupée Barbie est à l'origine de nombreux produits dérivés. Elle a également inspiré plusieurs films d’animation. Barbie et ses sœurs : A la recherche des chiots est sorti la même année que Barbie : Agents secrets et Barbie : Aventure dans les étoiles, et sera suivi en 2017 par Barbie : Héroïne de jeu vidéo.

### Articles Connexes
- Poupée Barbie
- Liste des films d'animation de Barbie